# Aquiles Serdán
Aquiles Serdán Alatriste (2 de noviembre de 1876-19 de noviembre de 1910) fue un líder del antirreeleccionismo maderista. Fue un revolucionario que nació y murió en Puebla.

## Vida
Aquiles Serdán Alatriste fue el tercer hijo de Manuel Serdán Guanes y María del Carmen Alatriste Cuesta. Tuvo dos hermanas mayores que él, Carmen y Natalia, y un hermano menor, Máximo. Manuel Serdán era originario del estado mexicano de Veracruz, mientras que María del Carmen era hija de Miguel Cástulo Alatriste Castro gobernador de Puebla en la época de la Reforma en México.
El 6 de enero de 1908, Aquiles Serdán Alatriste se casó con Filomena del Valle y Abelleyra, hija del ingeniero Eduardo del Valle y Ochoa y de Filomena Abelleyra. Del matrimonio entre Aquiles y Filomena nacieron tres hijos: Aquiles, Héctor y Sara. Esta última nació tres meses después de la muerte de Aquiles Serdán.
En 1908 el presidente, Porfirio Díaz, declaró en una entrevista concedida al periodista norteamericano James Creelman que «vería con agrado la creación de partidos de oposición en nuestro país». Tales palabras causaron gran revuelo y alentaron las aspiraciones de varios políticos de esos años. 
Los más destacados fueron el general Bernardo Reyes, secretario de Guerra y Marina de Porfirio Díaz, y Francisco I. Madero, hijo de un terrateniente coahuilense. Francisco I. Madero era un ferviente antirreeleccionista, y en 1909 publicó el libro La sucesión presidencial en 1910. Comenzó una campaña política por todo el país, hecho sin precedentes en la historia de México. 
En Puebla, Aquiles Serdán Alatriste y algunos simpatizantes fundaron el 18 de julio de 1909 el club político Luz y Progreso, el cual estaba formado por 66 miembros, hombres todos ellos. Sin embargo la actividad política de Aquiles Serdán Alatriste se remontó a tiempo atrás y esta actividad provocó que en febrero de ese 1909 fuera arrestado cuando participó de una manifestación política en protesta por la reelección del gobernador Mucio Práxedis Martínez. 
En la pequeña imprenta de Gilberto Carrillo los antirreeleccionistas al mando de Aquiles Serdán Alatriste publicaron el semanario La No Reelección de un tiraje muy limitado, pues los rebeldes contaron con muy pocos recursos económicos. En uno de los documentos de Luz y Progreso, afirmó que la república sería salvada no por los hombres acostumbrados a gobernarla en forma despótica, sino «por los hombres que no hayan manchado su conciencia cometiendo atentados contra la Ley». El activismo político de Aquiles Serdán Alatriste era conocido por la policía poblana desde principios de julio de 1910 cuando fueron capturados dos antirreeleccionistas vendiendo unos rifles y declararon que esas armas se las proporcionó Aquiles Serdán Alatriste.
Cuando se efectuaron las elecciones, Francisco I. Madero fue encarcelado y cuando Porfirio Díaz fue declarado vencedor y reelecto nuevamente como presidente, liberó a Madero y este emigró a Texas. Poco tiempo después, Aquiles Serdán Alatriste y su hermana Carmen se reunieron con Francisco I. Madero en Texas. Regresaron a Puebla a finales de octubre o inicios de noviembre de 1910 con la encomienda de liderar la revolución antirreeleccionista desde Puebla.

## Muerte

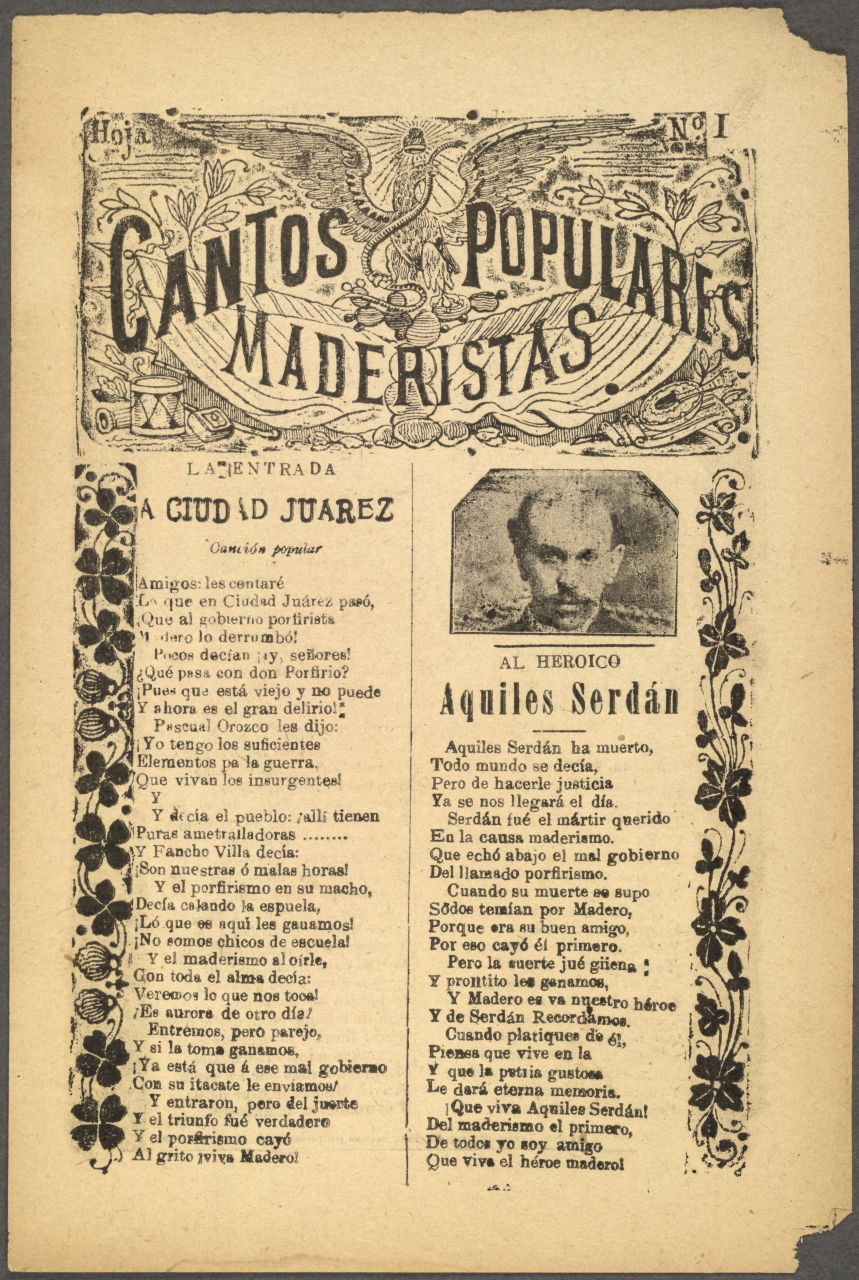
Cantos Populares Maderistas: Al heroico Aquiles Serdán.

Aquiles Serdán Alatriste es encomendado por Madero para encabezar la revuelta en el estado de Puebla el día 20 de noviembre de 1910. 
El 17 de noviembre, el gobernador de Puebla recibió informes de que Madero había llamado a sus seguidores para que iniciaran la revuelta el próximo día 20. Ordenó que a la mañana siguiente se realizara un nuevo cateo para detener a los Serdán Alatriste.
Avisado de que el levantamiento corría peligro, ese mismo día Aquiles Serdán Alatriste reunió a sus seguidores y propuso adelantarse a la fecha establecida. 
En la mañana del 18 de noviembre, cuatro policías al mando del coronel Miguel Cabrera, efectuaron un cateo a la casa de los Serdán Alatriste.
Durante esta acción, llaman a la puerta y al percatarse que era el jefe de la policía Miguel Cabrera, Carmen Serdán abre el postigo y dispara en la cara a Cabrera, quién cae muerto. Erróneamente se piensa por los historiadores que Aquiles lo mató, pero según testigos de la época, fue desde el postigo, la puerta ni siquiera se abrió, dando así inicio a la revolución y siendo Cabrera el primer muerto de la misma.[cita requerida] Los rebeldes antirreeleccionistas ocultos en la casa mataron al sargento Vicente Murrieta y capturaron al mayor Modesto Fregoso. Los demás policías presentes en el cateo, Blas López y Manuel Barroso, lograron salir con vida y dieron aviso al cuartel. 
Mientras llegaba el resto de la policía, los rebeldes se organizaron en el interior de la casa. La mayoría de ellos, al mando de Máximo Serdán Alatriste se apostaron en la azotea de la casa, mientras que las mujeres de la familia Serdán Alatriste y Aquiles se apertrecharon en la planta baja. 
La batalla entre los policías y los rebeldes conspiradores duró cuatro horas y media y al término de ella habían muerto Máximo Serdán Alatriste y todos los conjurados revolucionarios que estaban en la azotea. Alrededor de las doce de la mañana de ese 18 de noviembre y antes que la tropa entrara a la planta baja a buscar a Aquiles Serdán Alatriste, este se escondió en un agujero del piso de su recámara formado por la remoción de las tablas, el cual se había usado para ocultar armas. Su esposa, Filomena del Valle, le ayudó a ocultarse colocando las tablas del piso en su lugar. En ese sitio permaneció durante las siguientes catorce horas, mientras que el resto de su familia (las mujeres) continuaban aún la lucha.
Como en el cateo y búsqueda dentro de la casa posterior a la batalla, no se había encontrado a Aquiles, se quedó en ella una veintena de soldados custodiándola. De las dos de la tarde a las nueve de la noche no hubo ningún incidente pero al dar las diez se escucharon unos ruidos cerca del comedor que alertaron y asustaron a la tropa presente. Ante la posibilidad de un nuevo ataque de los sublevados, se solicitó al cuartel que enviara refuerzos. 
Unos minutos después llegaron treinta policías más. Desde las diez de la noche del 18 hasta las dos de la mañana del 19 de noviembre custodiaban la casa cincuenta policías repartidos entre las habitaciones, los patios y la azotea. La casa estaba a oscuras salvo la sala y la cocina. 

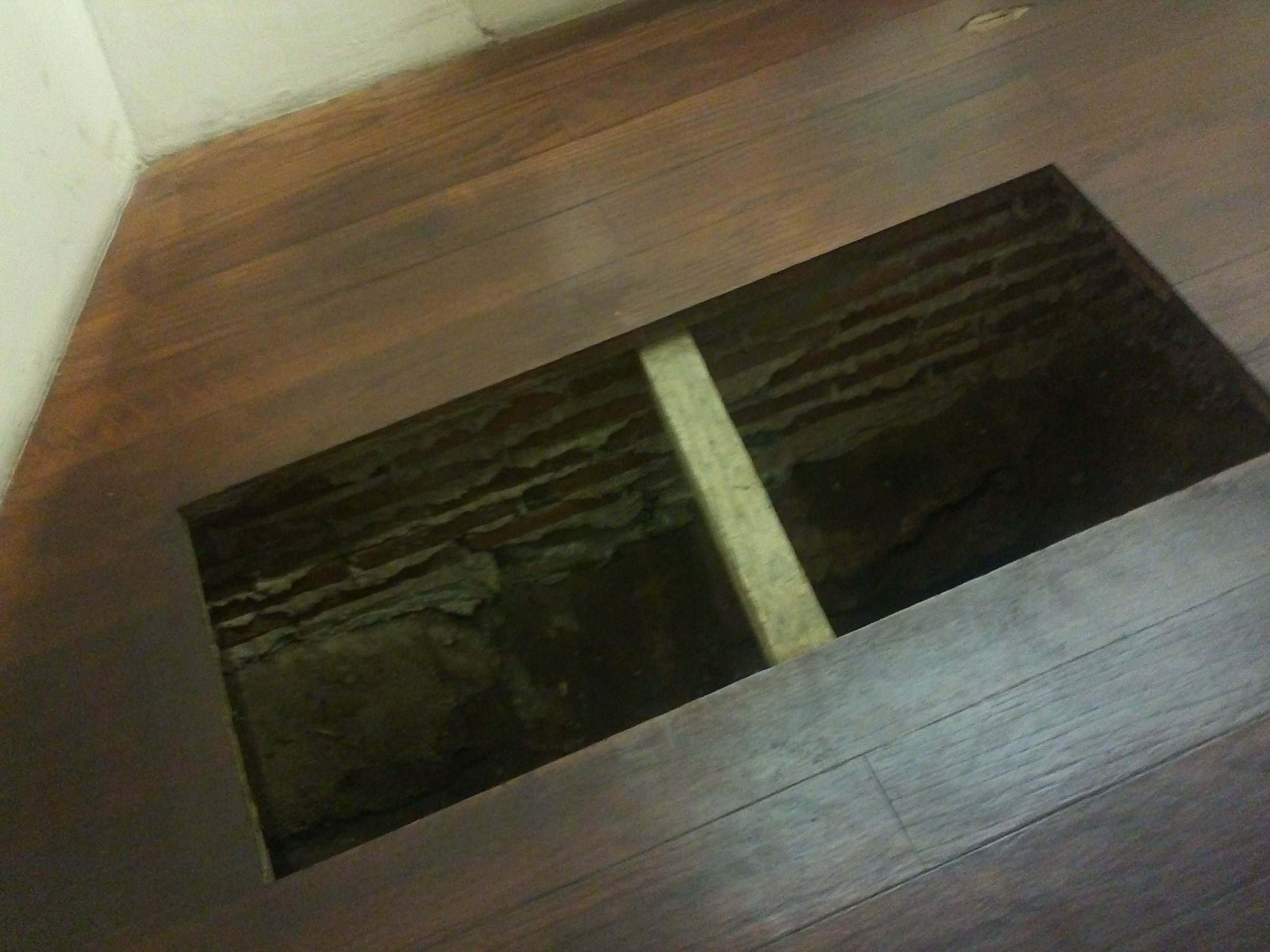
Abertura en el piso donde se escondió Aquiles Serdán antes de morir.

Los policías al mando de la tropa, Porfirio Gómez y Francisco Lozano, relataron la muerte de Aquiles. Ambos policías contaron que alrededor de las dos de la mañana escucharon varios disparos provenientes del área del comedor de la casa y que al llegar a ese sitio en él se encontraban ocho o nueve policías contemplando a un hombre muerto a la entrada del comedor, quien intentaba escapar a escondidas amparado en la obscuridad. Cuando fueron encendidas las luces, se dieron cuenta de que el muerto era Aquiles Serdán y dieron aviso a Joaquín Pita, jefe político de la ciudad, quien al constatar lo dicho por los policías ordenó que el cadáver de Aquiles fuera llevado a la penitenciaría de la ciudad.
La versión de la familia y que coincide con informe del forense indica que Aquiles salió del entrepiso porque empezó a toser debido a la humedad y frío que padeció por varias horas en su escondite, al salir se sentó en el comedor donde al sufrir otro ataque de tos fue descubierto y recibió un balazo, de parte de Gonzalo Vega, en la parte posterior de la cabeza, misma que sale por su frente, esto además se puede apreciar en las fotografías que se le tomaron al cadáver afuera de la casa, además existe dentro del patrimonio familiar el mantel lleno de sangre que estaba en la mesa del comedor donde Aquiles estaba sentado cuando murió. Su funeral se llevó a cabo en silencio, aunque aumentó el desprestigio contra Díaz, sin embargo, al triunfar la revolución maderista en mayo de 1911 se le concedieron los debidos homenajes. A su tumba acudió el general Bernardo Reyes, quien depósito en ella una corona de flores.

## Honores
Aquiles Serdán Alatriste fue nombrado Benemérito de la Patria por el presidente Abelardo L. Rodríguez mediante decreto del 11 de noviembre de 1932, y desde entonces su nombre está grabado con letras de oro en los muros de la Cámara de Diputados: Aquiles Serdán Alatriste (1876-1910).